# Adam Park
Adam Park is een personage uit de televisieserie Power Rangers. Hij werd gespeeld door Johnny Yong Bosch en was een van de vaste personages in Mighty Morphin Power Rangers, Power Rangers: Zeo en de eerste afleveringen van Power Rangers: Turbo. Verder had hij gastoptredens in Power Rangers: In Space en Power Rangers: Operation Overdrive. Hij was de eerste Aziatisch-Amerikaanse man die een Ranger werd.
Adam is na Tommy Oliver het langst een Ranger geweest. Hij deed in totaal in 145 afleveringen mee.

## Biografie

### InMighty Morphin Power Rangers
Adam ontmoette de andere Rangers voor het eerst toen hij, Rocky DeSantos en Aisha Campbell probeerden de baby van hun leraar te redden. De drie kwamen uit de fictieve stad Stone Canyon, maar bezochten Angel Grove voor de finale van een Team Ninja competitie. Tot verbazing van de Rangers waren de drie niet naar het toernooi gekomen als toeschouwers, maar als deelnemers. Adam verhuisde later permanent naar Angel Grove omdat hij daar naar de middelbare school ging.
Adams nieuwe vriendschap met Billy, Kimberly en Tommy maakte dat hij, Aisha en Rocky doelwit werden van Lord Zedd. Zo werden de drie gevangen door Goldar en bij een poging hen te redden gaf Billy noodgedwongen zijn identiteit als Ranger prijs.
Toen Zack Taylor, de huidige Zwarte Ranger, vertrok naar een Vredesconferentie in Zwitserland koos hij Adam om zijn plaats in te nemen. Al kort na zijn aanstelling als Ranger werd hij het doelwit van Scorpina, wat zijn zelfvertrouwen geen goed deed.
Aan het begin van het derde seizoen van Mighty Morphin Power Rangers vernietigde Rito Revolto de Thunderzords waardoor Adam en de andere Rangers hun krachten verloren. Adam kreeg toen nieuwe ninjakrachten van Ninjor.
Toen Master Vile (Rita Repulsa's vader) de Aarde bezocht om het zeo-kristal te halen, stalen de Rangers dit van hem, braken het in vijf subkristallen en zonden die naar verschillende punten in het verleden.

### InMighty Morphin Alien Rangers
Toen Vile de tijd op Aarde terugdraaide met de Orb of Doom, veranderde Adam net als de andere Rangers weer in een kind. Tevens werd zijn ninja-krachtmunt vernietigd door Rita en Zedd. Terwijl de Aquitian Rangers de Aarde verdedigden moest Adam terugreizen in de tijd om een van de zeo-subkristallen op te halen. Hij reisde af naar Korea waar hij het Groene Zeo-Subkristal vond.

### InPower Rangers: Zeo
Toen Adams fragment van het Zeo Kristal werd herenigd met de andere vier stukken werd de tijd op aarde weer hersteld. Rond dezelfde tijd begon het Machine Keizerrijk met zijn invasie. Adam gebruikte zijn zeo-subkristal om de Groene Zeoranger te worden. Hij behield deze positie het hele seizoen.

### InPower Rangers: Turbo
In Power Rangers: Turbo werden Adams krachten door Zordon nog verder versterkt tot die van de Groene Turbo Ranger. Adams verblijf bij het Turbo Rangerteam was maar kort aangezien het tijd was voor hem en de anderen om hun posities door te geven. Adam koos Carlos Vallertes als zijn opvolger en verliet de serie.

### InPower Rangers in Space
Adam keerde weer terug in Power Rangers: In Space in de aflevering Always a Chance. Hierin hielp hij Carlos, die nu de Zwarte Spaceranger was, zijn zelfvertrouwen te herwinnen. Hij trainde Carlos ook verder. Hij onthulde tevens dat hij nog altijd zijn originele Power Morpher uit zijn tijd als Zwarte Ranger had. Deze was niet meer bruikbaar daar de krachtmunt in de Morpher en de Morpher zelf beschadigd waren (nog altijd als gevolg van de vernietiging van de Thunder Zords).
Een aanval van een van Astronema’s monsters dwong Adam echter om op gevaar van eigen leven de beschadigde Morpher toch te gebruiken en wederom de Zwarte Ranger te worden. Hoewel hij het monster op afstand kon houden, verdwenen door de beschadiging de krachten van de Zwarte Ranger snel. Adam overleefde deze ervaring maar net.*
* Veel fans vragen zich nog altijd af waarom Adam niet gewoon zijn groene Zeokrachten gebruikte aangezien Tommy’s verschijning als Rode Zeoranger in Forever Red aantoonde dat de Zeokrachten en Turbokrachten niet met elkaar waren verbonden en Adam deze dus nog had.

### InPower Rangers: Operation Overdrive
Jaren later, in de aflevering Once a Ranger, werd Adam samen met vier andere rangers gerekruteerd door de Sentinal Knight. Hij wilde dat deze vijf Rangers het team Operation Overdrive Power Rangers zouden vervangen daar zij hun krachten hadden verloren door Thrax. Adams krachten als de zwarte Ranger werden door de Sentinal Knight hersteld, zodat hij ze weer zonder gevaar kon gebruiken.
Adam kwam met het idee om Alpha 6 de krachten van de Operation Overdrive Rangers te laten herstellen. Verder gebruikte Adam zelf tweemaal de wapens van het Operation Overdrive team.
Nadat Thrax was verslagen keerde Adam weer terug naar zijn gewone leven. Hij bleek inmiddels een dojo te zijn begonnen.